# Peter Zettelmeyer
Peter Zettelmeyer (* 30. Januar 1900 in Konz; † 10. April 1981 in Trier) war ein deutscher Straßenbauunternehmer und Maschinenfabrikant.

## Leben
Peter Zettelmeyer studierte an der TH Aachen und trat anschließend in das elterliche Unternehmen ein. Nach dem Tod seines Vaters Hubert Zettelmeyer leitete er das Unternehmen von 1930 bis 1970.
Bereits in den 1950er Jahren errichtete er im Unternehmen ein enges soziales Netz. Seine starke Bindung an die katholische Kirche sowie die Freundschaft zum damaligen Bischof von Trier führten dazu, dass er sich in der Region rund um Trier für gemeinnützige Zwecke starkmacht.
Zettelmeyer war unter anderem Präsident der Wirtschaftskammer Trier (1945–1946) und anschließend der Industrie- und Handelskammer Trier (1947–1967), Mitglied des Deutschen Industrie- und Handelstages, Mitbegründer der CDU in Stadt und Bezirk Trier, Mitglied der Beratenden Landesversammlung Rheinland-Pfalz und Mitglied und Vorsitzender der CDU-Fraktion des Stadtrats in Trier.
Peter Zettelmeyer war 1949 einer der Mitbegründer des Bund Katholischer Unternehmer (BKU). Er gehörte mit Franz Greiss, Peter H. Werhahn, Werner Habig, Theophil Herder-Dorneich, Werner Linnemann, Wilhelm Naegel und August Küster dem ersten Vorstand an.

## Ehrungen und Auszeichnungen
Für seine besonderen Verdienste als langjähriges Stadtratsmitglied zeichnete ihn die Stadt Trier 1962 mit dem Ehrensiegel aus. Er war Träger des Großen Verdienstkreuzes mit Stern der Bundesrepublik Deutschland und Offizier der französischen Ehrenlegion.